# خطرناک (فیلم)
خطرناک (به انگلیسی: Dangerous) فیلمی ۷۹ دقیقه‌ای به کارگردانی آلفرد گرین با بازی بت دیویس محصول کشور ایالات متحده آمریکا است. بت دیویس اولین اسکار خود را برای این فیلم دریافت کرد.

## خلاصه داستان
دان بِلُوز (فرانکوت تون) معمار برجسته‌ای است و نامزد او گِیل آرمیتاژ (مارگارت لیندزی) که موقعیت اجتماعی بالایی دارد. دان، شبی جویس هیث (بت دیویس) را تک‌وتنها و افتاده می‌بیند. جویس زمانی خوش‌آتیه‌ترین بازیگر جوان برادوی  بوده و در نقش ژولیت الهام‌گر دان برای انتخاب راه شخصی‌اش.  